# Sant'Agata de' Goti
Sant'Agata de' Goti é uma comuna italiana da região da Campania, província de Benevento, com cerca de 11.566 habitantes. Estende-se por uma área de 62 km², tendo uma densidade populacional de 187 hab/km². Faz fronteira com Arienzo (CE), Caserta (CE), Dugenta, Durazzano, Frasso Telesino, Limatola, Moiano, Santa Maria a Vico (CE), Tocco Caudio, Valle di Maddaloni (CE).
Pertence à rede das Aldeias mais bonitas de Itália.

## Demografia
| Variação demográfica do município entre 1861 e 2011                               |
|                                                                                   |
| Fonte: Istituto Nazionale di Statistica (ISTAT) - Elaboração gráfica da Wikipedia |